# Ла-Тен
Ла-Тен (фр. La Tène NE) — громада в Швейцарії в кантоні Невшатель. Була утворена 1 січня 2009 р. в результаті злиття громад Марін-Епан'є та Тіл'є-Вавр. Назву свою комуна отримала по доісторичній стоянці Ла-Тен на березі Невшательського озера. Східною межею комуни є водостічний канал, по якому надлишки води Невшательського озера витікають у Більське озеро.

## Географія
Громада розташована на північно-східному березі озера Невшатель на відстані близько 35 км на захід від Берна, 7 км на схід від Невшателя.
Ла-Тен має площу 5,3 км², з яких на 38 % дозволяється будівництво (житлове та будівництво доріг), 50,2 % використовуються в сільськогосподарських цілях, 8,6 % зайнято лісами, 3,2 % не є продуктивними (річки, льодовики або гори).

## Демографія
2019 року в громаді мешкало 5083 особи (+5,3 % порівняно з 2010 роком), іноземців було 25,3 %. Густота населення становила 961 осіб/км².
За віковим діапазоном населення розподілялося таким чином: 22,3 % — особи молодші 20 років, 57,7 % — особи у віці 20—64 років, 20 % — особи у віці 65 років та старші. Було 2125 помешкань (у середньому 2,4 особи в помешканні).
Із загальної кількості 4736 працюючих 45 було зайнятих в первинному секторі, 1350 — в обробній промисловості, 3341 — в галузі послуг.